# Рогатый (эстонская мифология)
Рога́тый, также Са́рвик (эст. Sarvik) — персонаж эстонского народного эпоса «Калевипоэг», жестокий владыка подземного мира и ада. Упоминается в четырнадцатой, семнадцатой, восемнадцатой и девятнадцатой песнях эпоса.

## Песнь четырнадцатая
Зрелище подземного мира * Первый поединок с Рогатым * Обратный путь
Калевипоэг, пробравшись в подземный мир, в сопровождении пленённых Рогатым девушек, трёх сестёр, осматривает дом и хозяйство Рогатого. Сёстры показывают ему четыре горницы: железную горницу для батраков, медную — для батрачек, серебряную — для отдыха хозяина и четвёртую, золотую — для веселья:
... И вошли в покой четвёртый.
Вся светлица — золотая:
Брёвна — золотом лучатся,
Двери, окна — золотые,
Пол — из золотого тёса,
Печь — из слитка золотого,
Купол — золотом сверкает,
Золотится пышный полог,
Стол из золота в светлице,
Рядом — стулья золотые.
Всё — из золота: скамейки,
И высокие полати,
И богатая посуда,
И лари с добром червонным.
Средняя из сестёр рассказывает Калевипоэгу:
— Здесь Рогатый обитает,
Здесь по праздникам живёт он.
Это — горница веселья,
Здесь — забавы золотые,
Здесь — счастливейшее время
Он по праздникам проводит...
Затем они заходят и в пятую, шёлковую горницу — горницу нарядов для красавиц, и в шестую, бархатную горницу — другую горницу нарядов для красавиц, и в седьмую, парчовую — третью горницу нарядов. И, наконец, выходят во двор, полностью вымощенный сверкающими талерами, а на том дворе — семь чудодейных амбаров, полных зерна, овощей и сала, а за ними — «хлевы, тучного скота жилища».
Калевипоэг выпытывает у трёх девушек, трёх сестёр: «Кто могучий тот Рогатый, чей он сын, откуда родом?». Отвечает старшая сестра, что они не знают, как и где рождён Рогатый, но им известно, что
Широки его владенья,
Нет числа его походам...
Грозно властвует Рогатый
Над подземными краями.
В тумбе у кровати Рогатого хранятся две одинаковые склянки, «в каждой зелье цвета пива», но одно зелье, справа, — для наращивания силы, а другое, слева, — убивающее силу. Старшая сестра меняет склянки местами, младшая сестра берёт ивовый волшебный прутик Рогатого — и тут слышен страшный топот: к аду приближается сам Рогатый. Шаги гудят за дверью, тяжёлый кулак сбивает засовы, дверь падает, хозяин ступает за порог и видит Калевипоэга, который, до этого весело играя с девушками, с помощью волшебной шапки уменьшил свой рост до человеческого.
Насмехаться стал Рогатый,
Так промолвил он с издевкой:
— Как забрёл ты в клетку, братик?
Как в силок попался, птенчик?
Кто тебя, мой паренёчек,
Заманил медовым словом?
Рогатый, утверждает, что нет у Калевипоэга надежд на спасенье, нет пути под солнце, Калевипоэг же призывает его выйти наружу и потягаться силой.
Отвечал ему Рогатый:
— Будь по-твоему, пришелец!
Поединок мне по нраву. —
Он шагнул к кроватной тумбе,
Взял оттуда склянку силы —
Про обман не знал он, думал,
Что стоит на месте склянка, —
Зелье опрокинул в глотку,
Всё до капельки он выпил.
Калевипоэг же прячет волшебную шапку за пазуху, решая использовать её в нужный момент. Выходят они во двор и начинают сражаться.
...Пол качался в преисподней,
Под могучими пятами,
Стены ада колыхнулись,
Балки с грохотом шатнулись,
Потолок перекосился,
Накренился свод подземный.
В миг короткой передышки Калевипоэг надевает волшебную шапку и приказывает вырастать своему телу. И, став высоким и грозным, вбивает он Рогатого в землю, как колышек. И только собирается Калевипоэг заковать побеждённого врага цепью, как тот вдруг начинает уменьшаться и растворяется, оставляя после себя только синюю лужицу, над которой курится дымок. Калевипоэг даёт себе зарок, что, будет время, он доберётся до глубоких подземных нор, поймает Рогатого и обкрутит его железной цепью так, чтобы тот не смог даже шелохнуться.

## Песнь семнадцатая
Калевипоэг в походе * Битва с чужеземцами в Ассамалле * Происшествие у адского котла * Танец дочерей Муру
После того, как Калевипоэг с витязями победил чужеземное войско в Ассамалле, он с тремя своими друзьями — Алевипоэгом, Сулевипоэгом и Олевипоэгом — поспешно шагает к дому. На пути встречается им сидящая перед входом в берлогу старуха, которая варит в большом котле капустную похлёбку для своих «сыночков милых». Голодные друзья просят её добавить в котёл капусты и на их долю. Старуха соглашается, но говорит, что ночью надо у котла дежурить, «чтоб захожий гость-ворюга не сожрал похлёбки». Все, кроме Алевипоэга, ложатся спать. Алевипоэг дежурит у костра, подкладывает хворост, раздувает пламя.
Вот из тёмной чащи бора,

Краешком лесной поляны

Вышел робкими шагами

Мальчик — тёлке по колено,

Роста малого — в три пяди.

На груди его бубенчик,

А на лбу — кривые рожки,

Под щекой — бородка козья.
Мальчик жалобно просит у Алева попробовать похлёбки. Тот разрешает, и тогда мальчик, вскочив на край котла, начинает глотать похлёбку и расти. Мигом вырастает он выше елей — и исчезает, разлетается синим дымом. Алев заглядывает в глубокий котёл, а тот совершенно пуст. Не растерялся Алев, наполнил водой котёл, навалил в него капусты и смеясь, думает: «Подшучу-ка я над ними, милых братьев позабавлю!» Разбудил Алев Олева, а сам отправился спать.
Олевипоэг бодро сидит у костра, хворост подбрасывает, пламя раздувает, варево помешивает. Опять появляется мальчик малого роста с просьбой отведать похлёбки — и повторяется то же, что случилось с Алевипоэгом. Олевипоэг, так же, как и Алевипоэг, вновь наполняет котёл водой, наваливает капусты и думает подшутить над друзьями. Разбудил он Сулевипоэга, а сам отправился спать. Опять появляется мальчик малого роста с просьбой отведать похлёбки — и повторяется то же, что случилось с Алевипоэгом и Олевипоэгом. Сулевипоэг, так же, как и Алевипоэг с Олевипоэгом, вновь наполняет котёл водой, наваливает капусты и решает подшутить над друзьями. Растолкал он Калевипоэга, а сам «залез под куст ольховый подремать, избыть усталость».
У котла  теперь дежурит Калевипоэг. И опять появляется мальчик малого роста с просьбой отведать похлёбки. Но Калевипоэг требует за еду залог — золочёный колокольчик, который он видит на шее у мальчонки, и обещает обязательно вернуть его. Мальчик отдаёт Калевипоэгу колокольчик, а тот, взяв колокольчик тут же легонько щёлкает им малютку по лбу. Мальчик исчезает «с громом, грохотом и треском», лишь только чуть видимо курится над ущельем прозрачный дым.
И от грохота все разом
Братья дюжие проснулись,
Разом на ноги вскочили,
И старуха пробудилась
Посмотреть на стрясшееся,
Разузнать случившееся.
А как встала, поглядела,
Вмиг загадку разгадала,
Чуть Рогатого злачёный
Колокольчик увидала,
Тот, что свойством обладает
Умножать чудесно силу,
Наделять великой мощью.
Калевипоэг говорит друзьям, чтобы они шли домой, а сам держит путь в подземное царство, к Рогатому.

## Песнь восемнадцатая
Второе путешествие в подземный мир * Битва с воинством ада * Поединок с Рогатым
Второе путешествие в подземный мир становится для Калевипоэга сложнее, чем первое. На пути ему мешают серный дым, непроглядная темень, крепкие сети, густая тина, стаи болотных гнусов. И со всем этим справиться ему удаётся только с помощью звука волшебного колокольчика.
Сторожевые Рогатого, услышав гул могучих шагов приближающегося к аду Калевипоэга, сообщают о нём своему повелителю. Рогатый призывает их собрать самых сильных, самых дюжих из них, чтобы жестоко проучить Калевипоэга. Адские дружины Рогатого встречают Калевипоэга на железном мосту, и тот пускает в ход волшебный меч, который он забрал из дома Рогатого во время своего первого путешествия в подземный мир. От клинка меча черти погибают тысячами.
Но всё больше войск Рогатый
Посылал на мост железный,
Воинов своих сильнейших
Посылал дорогой смерти
Против Калевова сына.
Воинам своим Рогатый
Щедрую сулил награду.
...Он наваливает скалы
Тяжкие в воротах замка,
Он заваливает хламом
Повороты узких улиц,
Ставит сильные преграды
На дороге богатырской,
Чтобы муж Калевипоэг
Не ворвался в недра ада.
Но Калевипоэг одолевает несметное воинство исчадий ада. Мощными ударами кулаков сносит он стоящие на пути глыбы и вышибает дверь. Затем Калевипоэг выпивает зелье из правой чаши и, почуяв прилив сил, поднимает тяжёлый камень и со всего размаху бросает его в стену горницы, где может прятаться Рогатый. За разрушенной стеной он видит старуху за прялкой — мать Рогатого. Та говорит Калевипоэгу, что её сын вернётся утром послезавтра, и приглашает великана погостить и выпить медовой браги из левой кружки. Но Калевипоэг понимает её хитрость, отказывается от питья, оглядывает жильё и видит потайную дверцу в нише. Дверца распахивается, и оттуда вылетают тридцать самых свирепых воинов владыки ада. Однако всех их убивает Калевипоэг своими мощными оплеухами.
Это видевший Рогатый
Закричал с порога злобно:
— Что наделал ты, мальчишка,
Сумасброд пустоголовый?
Если шутки ты не понял,
Будет ссора пошумнее!
Пусть на мне вины не будет,
Пусть за всё ты сам ответишь!
Ты — грабитель и разбойник,
'Вор ты — вот кто! Вор бесстыжий!
На добро чужое жаден,
На мошну чужую ловок!
И перечисляет Рогатый всё, что сделал Калевипоэг в его доме: украл волшебные шапку, прутик, меч и колокольчик; унёс девушек; очистил его сундуки и забрал его золото. На что Калевипоэг говорит, что нечего его попрекать «древностью позавчерашней», а лучше разрешить несогласье честным боем. Он призывает Рогатого сразиться на равных и убирает волшебный колокольчик в торбу, а меч — в ножны. Белый как мел, Рогатый выходит из укрытия, решает выпить волшебного зелья из чаши, дарующей силу, но ошибается и вместо правой кружки берёт левую, где «была вода бессилья, сокрушающая тело, затемняющая разум». Калевипоэг видит его ошибку и выпивает всю до капли воду из правой кружки, ощущая, как небывалая мощь наполняет его сердце и жилы.

## Песнь девятнадцатая
Калевипоэг заковывает Рогатого в цепи * Счастливые времена * Празднество и книга мудрости * Вести о войне
Калевипоэг и Рогатый выходят во двор бороться:
Всё же был могуч Рогатый,
Хоть вода его томила...
Всё же их борьба тянулась —
Грозный розыгрыш победы, —
Длилась семь дней без отдышки,
Семь ночей — без останову.
И когда стал слабеть могучий Калевипоэг, ему является призрак матери, которая, вырвав из прялки пучок кудели, кружит его над головой двенадцать раз и потом швыряет на пол. Калевипоэг понимает этот знак, вскидывает Рогатого над головой, кружит «с быстротою вихря» и бьёт его оземь. Затем берёт врага за горло, наступает коленом ему на грудь, опутывает своим кушаком и уволакивает «в потайной чулан железный», где скручивает Рогатого якорными цепями, руки забивает в колодки, а ноги — в кандалы, на шее сгибает толстое стальное кольцо и все оковы закрепляет одним концом в гранитной стене. Вытирая пот со лба ладонью, он с усмешкой говорит Рогатому, что «сила правду утвердила». 
И тогда-то взвыл Рогатый,
Начал говорить, проклятый:
— Если бы я знал да ведал,
Видел бы спервоначалу,
Будущее разглядел бы,
Если б хоть во сне увидел,
Что потом со мною станет,
Что беда такая будет, —
Я б из подклети домашней,
Из-за печки бы не вылез,
В бой с тобой не выходил бы,
По следам твоим не рыскал!
...Пощади меня, мой братец!
Искуплю вину я златом,
Серебром вражду прикрою!
Калевипоэг и слушать не хочет Рогатого. Он набирает четыре мешка золота из его сундуков и, сопровождаемый проклятиями старухи-жены Рогатого, пускается в обратный путь, к дому. Ночью усталый Калевипоэг выходит из подземного мира на поверхность, где над провалом преисподней уже три недели ждёт его верный друг и помощник  — Алевипоэг.